# Witten Hauptbahnhof
Witten Hauptbahnhof – stacja kolejowa w Witten, w kraju związkowym Nadrenia Północna-Westfalia, w Niemczech.